# Sphingobacteriales
Sphingobacteriales es un orden de bacterias que incluye cinco familias. Son capaces de producir esfingolípidos.
No confundir con el supergrupo homónimo Sphingobacteria o grupo FCB.